# Typhlodromalus etiennei
Typhlodromalus etiennei är en spindeldjursart som först beskrevs av Kreiter och Edward A. Ueckermann 2002.  Typhlodromalus etiennei ingår i släktet Typhlodromalus och familjen Phytoseiidae. Inga underarter finns listade i Catalogue of Life.